# District de Ngọc Lặc
Ngọc Lặc est un district de la province de Thanh Hóa dans la côte centrale du Nord au Viêt Nam. 

## Géographie
Le district a une superficie de 504 km2. 